# نانسي ارين
نانسي ارين هي كاتِبة كندية، ولدت في 5 مارس 1959 في فانكوفر في كندا.